# Pikku Orava
Pikku Orava (Finlandés para Ardilla Pequeña) es una ardilla cantante animada, popular en Finlandia. Su álbum, Uusi Seedee logró número dos en las listas de éxitos musical finlandesa, y ha conseguido el disco de platino (30,000 ventas). Las canciones son versiones de canciones finlandesas populares, en un squeaky la voz similar a la serie de dibujos animados Alvin y las ardillas.

## Discografía
- Uusi Seedee (2006)
- Uusi Seedee – Edición de oro (2CD, 2006)
- Kesä Seedee (2CD, 2007)
- Tosi Seedee (2007)
- Satu Seedee (2008)

- Datos: Q4046960